# Australasian Post
Australasian Post, eller kort "Aussie Post," var Australiens längst utgivna veckotidning. 
Den började redan 1864 som en veckovis utgiven nyhetstidning, med namnet "The Australasian". Tidningen hade miljontals läsare och var populärast under 1960 och 1970-talet. Den innehöll då en blandning av skandaler, människoöden, mode, politik, kultur och underhållning. Tidningen var vanligt förekommande bland herrfrisörernas kundtidningar.
Tidningens varumärke, en bikiniklädd omslagsflicka, blev dess fall, när det under 1980- och 1990-talet blev mer fokus på jämställdhet. Tidningen räddades en tid när Herald Suns kolumnisten Graeme "Jacko" Johnstone tog över ledarskapet. Han tog bort bikiniflickorna och fokuserade på unika australiska berättelser.
Det hjälpte inte. Tidningen lades ner den 2 februari 2002 och var då Australiens längst kontinuerligt utgivna tidskrift. 